# (1224) Fantasia
1224 Fantasia (1927 SD) est un astéroïde de la ceinture principale découvert le 29 août 1927 par les astronomes Sergueï Beljawsky et Nikolaj Ivanov à Simeiz.

## Compléments